# Aliatge de Newton
L'aliatge de Newton és un aliatge fusible constituït per un 58,33% de plom, un 33,33% de bismut, Bi, i un 8,34% de cadmi, Cd, que fon a 95 °C. Fou preparat per primer cop pel físic i matemàtic anglès Isaac Newton el 1701, conjuntament amb altres aliatges fusibles resultants de mescles de bismut, plom i estany, Sn, que molt sovint també s'anomenen aliatges o metalls de Newton, i de proporcions molt semblants al metall de d'Arcet o al metall de Rose, amb els quals es confonen.